# أولاد محند (أولاد بو ريمة)
أولاد محند هو دُوَّار يقع بجماعة أولاد بوريمة، إقليم جرسيف، جهة الشرق في المملكة المغربية. ينتمي الدوّار لمشيخة أولاد بو ريمة التي تضم 4 دواوير. يقدر عدد سكانه بـ 182 نسمة حسب الإحصاء الرسمي للسكان والسكنى لسنة 2004.

## روابط خارجية
- البوابة الوطنية للجماعات الترابية
- المندوبية السامية للتخطيط